# Mennonite Church USA
Die Mennonite Church USA (MCUSA) ist ein Zusammenschluss mennonitischer Gemeinden in den USA. Die Kirche ist eine relativ junge Kirche. Sie entstand 2002 aus der Vereinigung der Mennonite Church mit der General Conference Mennonite Church und ist die größte mennonitische Kirche in den USA.
Die Mennonite Church geht auf deutsche, niederländische und Schweizer Einwanderer zurück, die ab Ende des 17. Jahrhunderts nach Nordamerika emigrierten (siehe auch Mennonitische Auswanderung). Erste Zentren deutscher und mennonitischer Einwanderung waren Pennsylvania und später Virginia und Ohio. Die nordamerikanischen Mennoniten bildeten im 18. Jahrhundert erste regionale Konferenzen, die letztlich zur Bildung der Mennonite Church führten. 1725 wurde auf einer Konferenz von Predigern das Dordrechter Glaubensbekenntnis angenommen. Die General Conference Mennonite Church wurde 1860 von schon bestehenden Gemeinden in Iowa gegründet. Ihr schlossen sich zunehmend im 19. Jahrhundert nach Nordamerika eingewanderte Russlandmennoniten an. Diese Kirche hatte Ende des 20. Jahrhunderts über 64.000 Mitglieder.
Nachdem beide Kirchen bereits seit dem Zweiten Weltkrieg auf vielen Ebenen kooperierten, beschlossen beide Kirchen 1995 die formelle Vereinigung. Es sollte jeweils eine mennonitische Kirche in den USA und in Kanada geben. Aus beiden nordamerikanischen Kirchen bildeten sich 2000 die Mennonite Church Canada und schließlich 2002 die Mennonite Church USA. Beide Schwesterkirchen sind Mitglied in der Mennonitischen Weltkonferenz. Als Symbol verwenden beide Kirchen eine Taube mit einem Olivenzweig, womit an die biblische Geschichte um die Arche Noah erinnert wird. Die Mennonite Church in den USA umfasste zeitweise über 900 örtliche Gemeinden mit über 100.000 Mitgliedern. Sie besteht aus mehreren Regionalverbänden (Regional conferences) und Kommissionen für Mission, Bildung, Pressearbeit und Diakonie. Der Kirche sind mehrere mennonitische Hochschulen und Seminare wie das Goshen College in Indiana verbunden. Die Mennonite Church USA arbeitet unter anderem mit den Hilfsorganisation Mennonite Central Committee und Christian Peacemaker Teams zusammen.
Seit dem Gründungsprozess begleiteten die junge Kirche aber auch Diskussionen, insbesondere über die Akzeptanz von LGBT-Beziehungen, die dazu führten, dass vor allem nach 2014 mehrere regionale Konferenzen die Mennonite Church USA wieder verließen. Unter ihnen ist auch die Lancaster Mennonite Conference (LMC), die inzwischen auch Gemeinden aus anderen Gebietskonferenzen und Lateinamerika aufgenommen hat und sich um eine Aufnahme in die Mennonitische Weltkonferenz beworben hat.
Das in den Gemeinden der Kirche verwendete Gesangbuch Hymnal: A Worship Book von 1992 entstand in einer ökumenischen Zusammenarbeit mit der Church of the Brethren. 2005 und 2007 erschienen mit Sing The Journey und Sing The Story zwei Ergänzungsbänder. Der erste Band konzentriert sich dabei thematisch auf die Zeit zwischen Pfingsten und Advent, der zweite auf die Zeit von Advent bis Ostern.